# Aktedrilus ponticus
Aktedrilus ponticus är en ringmaskart som först beskrevs av Hrabe 1973.  Aktedrilus ponticus ingår i släktet Aktedrilus och familjen glattmaskar. Inga underarter finns listade i Catalogue of Life.